# Andrzej Szynka
Andrzej Leszek Szynka (ur. 1 grudnia 1952 w Warszawie) – polski dyplomata i urzędnik państwowy, ambasador RP w Finlandii (2005–2007).

## Życiorys
Ukończył handel zagraniczny w Szkole Głównej Planowania i Statystyki. Odbył podyplomowe studium szkolenia tłumaczy na Uniwersytecie Warszawskim w zakresie języka niemieckiego. Bezpośrednio po studiach związany z branżą turystyczną. W latach 80. rozpoczął pracę w Departamencie Współpracy z Zagranicą Ministerstwa Nauki, Szkolnictwa Wyższego i Techniki. W 1985 przeszedł do Ministerstwa Spraw Zagranicznych, początkowo w Biurze Tłumaczeń. Specjalizował się w zagadnieniach europejskich, w szczególności w problematyce niemieckiej. Był oddelegowywany do pracy w Urzędzie Rady Ministrów i Kancelarii Prezesa Rady Ministrów oraz na placówkach (w randze II i I sekretarza). W latach 1995–1997 był wicedyrektorem Gabinetu Prezesa Rady Ministrów odpowiedzialnym za sprawy zagraniczne.
W latach 1997–2001 był kierownikiem przedstawicielstwa ambasady RP w Bonn i konsulem generalnym. Od 2001 pracował w Kancelarii Prezesa Rady Ministrów, najpierw jako wicedyrektor sekretariatu premiera, a od 2004 kierował Departamentem Spraw Zagranicznych.
W latach 2005–2007 był ambasadorem RP w Finlandii, później zaś zastępcą ambasadora RP w Niemczech. Następnie pracował w Departamencie Strategii Polityki Zagranicznej MSZ w stopniu radcy-ministra aż do przejścia na emeryturę w 2019.
W 1984 został członkiem Stowarzyszenia Tłumaczy Polskich, prezes w kadencji 2020–2023.